# Chae Myung-shin
Chae Myung-shin (Hangul: 채명신) là trung tướng lục quân và sĩ quan chỉ huy của các lực lượng quân sự Hàn Quốc tham chiến trong chiến tranh Việt Nam.

## Binh nghiệp

### Chiến tranh Triều Tiên
Chae sinh ngày 27 tháng 11 năm 1926 tại Koksan, Hwanghae Bắc và từng là chỉ huy trưởng của một quân đoàn du kích Hàn Quốc trong chiến tranh Triều Tiên.

### Chiến tranh Việt Nam

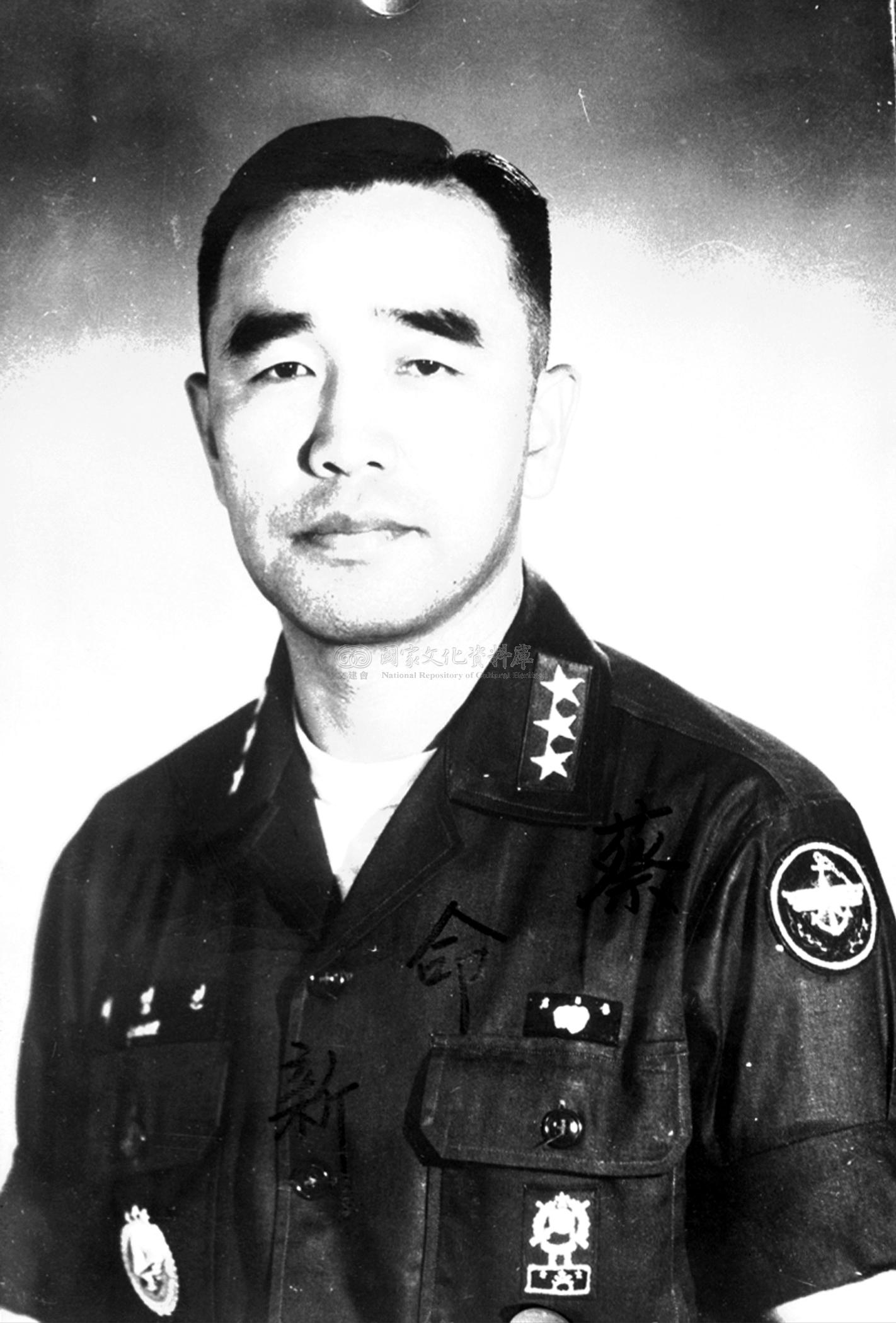
Chae năm 1969

Chae tốt nghiệp Học viện Quân sự Hàn Quốc vào năm 1949. Ông được tổng thống Park Chung-hee bổ nhiệm là sĩ quan chỉ huy cao cấp nhất của các lực lượng quân sự Hàn Quốc tham chiến cùng với quân đội Hoa Kỳ và đồng minh hỗ trợ cho Việt Nam Cộng hòa trong chiến tranh Việt Nam. Là người nắm quyền trên mặt trận chiến tranh phản du kích, Chae đã áp dụng những chiến lược cực kỳ cứng rắn và quyết liệt đối với tất cả những người bị nghi ngờ là Việt Cộng hoặc có liên hệ, hỗ trợ cho Mặt trận Dân tộc Giải phóng miền Nam Việt Nam cùng Quân Giải phóng miền Nam Việt Nam. Những chính sách bị đánh giá là tàn ác của Chae đã gây ra sự bất đồng sâu sắc với đại tướng William Westmoreland (chủ tịch Hội đồng Tham mưu trưởng Lục quân Hoa Kỳ).
Sau khi xảy ra vụ thảm sát Phong Nhất và Phong Nhị, Westmoreland đã nhiều lần yêu cầu Chae điều tra sự việc. Đáp lại, Chae nói kẻ gây tội ác là Việt Cộng. Tuy nhiên, đại tá Robert Cook (thanh tra trưởng lục quân Hoa Kỳ) kết luận rằng vụ thảm sát này là do quân đội Hàn Quốc dưới quyền chỉ huy của Chae gây ra.

## Sự nghiệp chính trị
Sau khi rời quân ngũ vào năm 1972, ông chuyển sang đảm nhiệm vai trò Đại sứ Hàn Quốc, lần lượt tại Thụy Điển, Hy Lạp và Brasil.

## Sự nghiệp văn học
Chae cũng từng viết một số cuốn sách. Ông xuất bản hồi ký Bên kia Giới hạn (사선을 넘고넘어) vào năm 1994. Trong tác phẩm này, Chae đề cập đến cuộc kháng chiến chống Nhật, chiến tranh Triều Tiên cũng như những người phụ nữ mua vui Hàn Quốc trong thời kỳ Đế quốc Nhật Bản chiếm đóng bán đảo Triều Tiên. Ông mất ngày 25 tháng 11 năm 2013 ở tuổi 86 do bệnh mãn tính.